# 알테아 로랭
알테아 로랭(프랑스어: Althéa Laurin, 2001년 9월 1일~)은 프랑스의 태권도 선수이다. 2020년 하계 올림픽 여자 헤비급에서 동메달을 획득했으며 2024년 하계 올림픽 여자 헤비급에서 금메달을 획득했다.